# Smalkilblomfluga
Smalkilblomfluga (Xanthogramma citrofasciatum) är en blomfluga som tillhör släktet kilblomflugor.

## Kännetecken
Smalkilblomflugan är en gulsvart fluga med en längd på mellan 9 och 12 millimeter. Ryggskölden har gula sidostrimmor och bakkroppen har smala gula parfläckar på tergit två till fem. Parfläckarna på tergit två är kilformade och betydligt smalare än de hos bredkilblomflugan.

## Levnadssätt
Smalkilblomflugan lever på öppen mark med närhet till lövskog och vatten. De vuxna flugorna kan ses på olika blommor, till exempel hundkäx och hagtorn. Flygtiden varar från mitten av maj till slutet av juni. Larven lever på bladlöss som vårdas av myror, till exempel hedjordmyran eller trädgårdsmyran.

## Utbredning
Smalkilblomfluga finns i Sverige från Skåne till Gästrikland men är mindre allmän. Den finns även i Danmark, södra Norge och södra Finland. Den finns i på Brittiska öarna, mellersta och södra Europa och vidare österut till Kaukasus och västra Sibirien.

## Etymologi
Det vetenskapliga namnet citrofasciatum betyder 'försedd med citronfärgade band'.